# Dicasterie voor de Bevordering van de Integrale Menselijke Ontwikkeling
Het Dicasterie voor de Bevordering van de Integrale Menselijke Ontwikkeling is een orgaan van de Romeinse Curie.
Het dicasterie werd op 17 augustus 2016 ingesteld door middel van het motu proprio Humanam Progressionem. Op 1 januari 2017 werden de op deze datum opgeheven Pauselijke Raad "Cor Unum", de Pauselijke Raad voor het Pastoraat in de Gezondheidszorg, de Pauselijke Raad voor Gerechtigheid en Vrede en de Pauselijke Raad voor Pastorale Zorg van Migranten en Reizigers in dit dicasterie geïncorporeerd. De taken en bevoegdheden van de opgeheven raden werden overgedragen aan het nieuwe dicasterie.